# Майлдмей, Энтони
Э́нтони Ма́йлдмей (англ. Anthony Mildmay; ок. 1549 — 11 сентября 1617) — английский дворянин, политический деятель и дипломат, посол Англии во Франции (1596—1597).

## Биография
Энтони Майлдмей был старшим сыном сэра Уолтера Майлдмея и Мэри Уолсингем (ум. 1576), дочери Уильяма Уолсингема и его жены Джойс Денни. Его отец занимал должность канцлера казначейства с 1566 по 1589 год и в 1584 году стал основателем Эммануил-колледжа.
Энтони получил образование в Питерхаусе, колледже Кембриджского университета, но не получил учёную степень. Упоминается, что в 1564 году он прочитал речь во время посещения колледжа королевой Елизаветой. В 1571 году был избран в парламент от округа Ньютон (Ланкашир), в который затем избирался в 1584 и 1597 годах от других округов.
Занимал должность главного шерифа графства Нортгемптоншир (1580—1581, 1592—1593) и посла Англии во Франции (1596—1597). Поведение Майлдмея вызывало недовольство короля Генриха IV и у них произошла ссора. Генрих IV приказал ему покинуть страну и Майлдмэй вернулся на родину с помощью графа Эссекс.
Скончался 11 сентября 1617 года, был похоронен в церкви Святого Леонарда в Апеторпе (Нортгемптоншир).

## Семья
Был женат на Грейс Шеррингтон (ум. 1620), единственной дочери и наследнице сэра Генри Шеррингтона и Анны Пэйджет. У них была одна дочь Мэри Майлдмей (ок. 1582 — 9 апреля 1640). Мэри вышла замуж за Фрэнсиса Фейна и стала матерью 12 или 13 детей.